# Straker-Squire

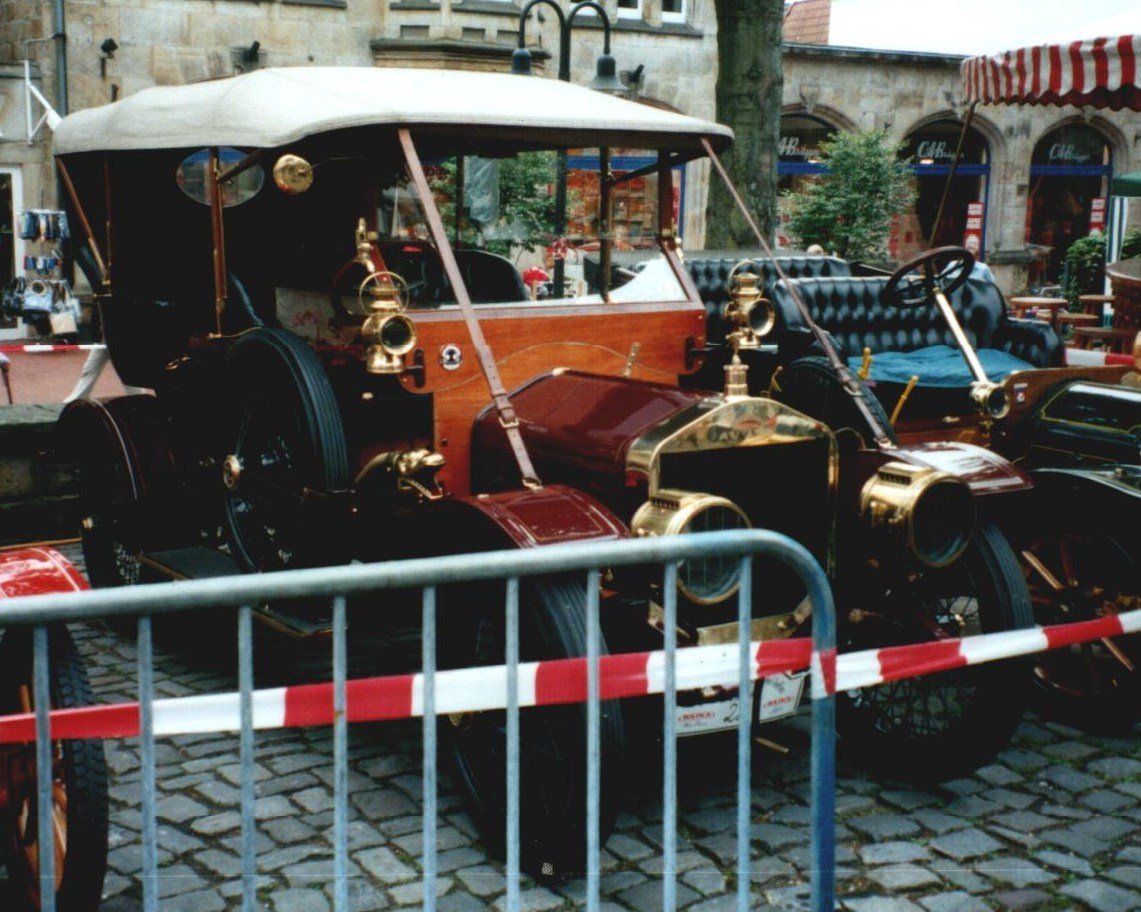
Straker-Squire von 1910

Straker-Squire war ein britischer Hersteller von Automobilen.

## Unternehmensgeschichte

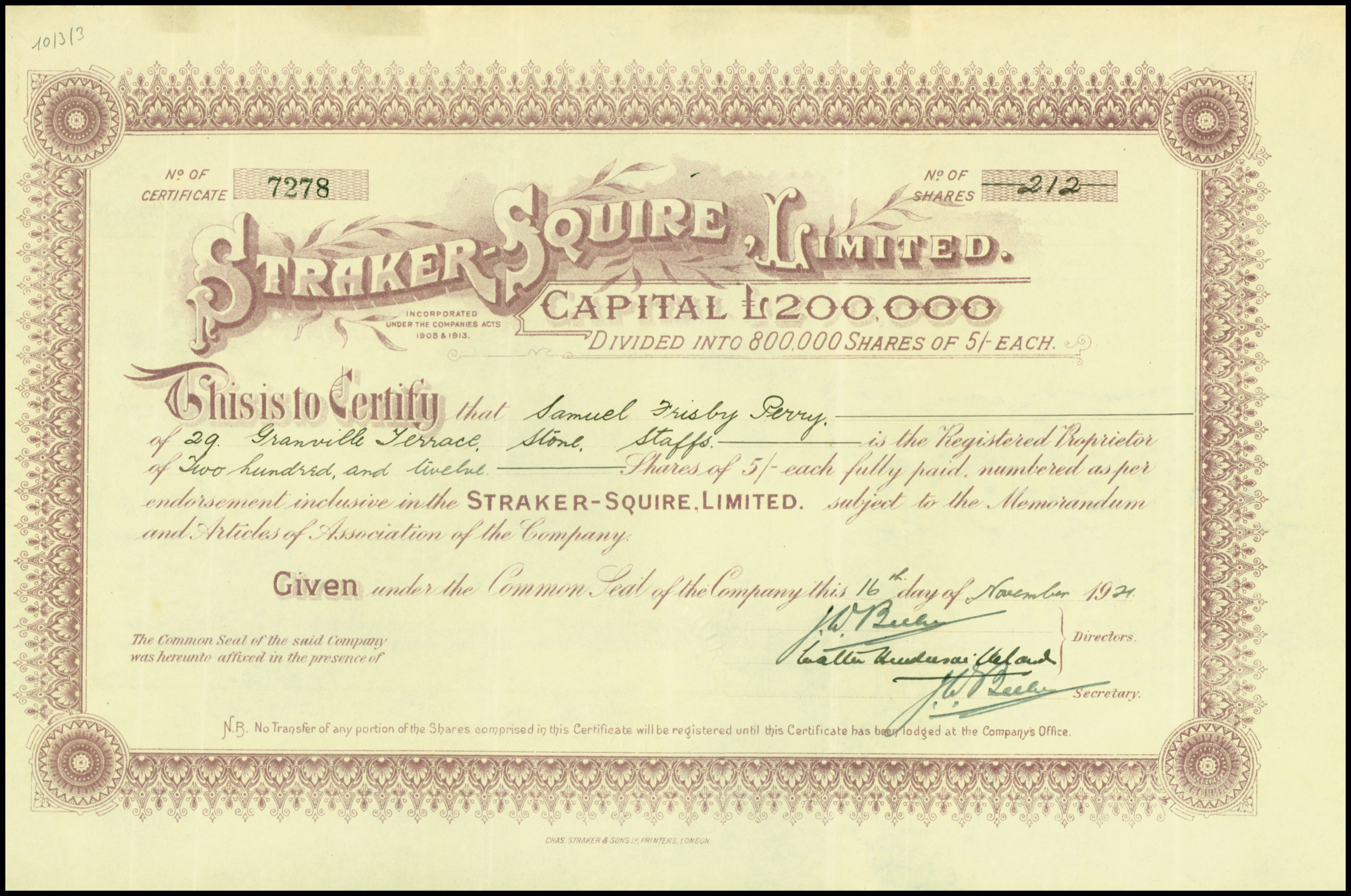
Aktie der Straker-Squire Ltd. vom 16. November 1921

Das Unternehmen A. Straker & Squire Limited begann 1906 in Fishponds bei Bristol mit der Produktion von Automobilen. 1918 erfolgte eine Umbenennung in Straker-Squire Limited und der Umzug nach Edmonton. 1926 endete die Produktion.

## Fahrzeuge
1907 gab es die beiden Vierzylindermodelle 12/14 HP Shamrock mit 2069 cm³ Hubraum und 16/20 HP mit 2919 cm³ Hubraum. 1909 folgte der 14/16 HP mit Vierzylindermotor und 2022 cm³ Hubraum. Zwischen 1910 und 1913 wurde der 15 HP angeboten, dessen Vierzylindermotor 2851 cm³ Hubraum besaß. 1914 wurde der 15/20 HP mit Vierzylindermotor und 3054 cm³ Hubraum vorgestellt, der bis 1922 hergestellt wurde. 1920 erschienen als erste Sechszylindermodelle die 20/25 HP und 24/80 HP mit 3920 cm³ Hubraum und 70 PS Leistung, die bis 1925 produziert wurden. Nur im Jahre 1921 gab es das große Sechszylindermodell 24/90 HP mit 4962 cm³ Hubraum. Zwischen 1923 und 1925 wurde der 10/20 HP mit einem Vierzylindermotor mit 1460 cm³ Hubraum hergestellt. 1926 wurde dieses Modell als 11/28 HP und 12/20 HP mit dem gleichen Motor angeboten.
Ein Fahrzeug dieser Marke ist im Besitz eines belgischen Sammlers.